# Žitkovac
Žitkovac (srpski: Житковац) je naselje u Srbiji. Naselje se nalazi na 160 metara nadmorske visine sa zapadne strane Južne Morave udaljeno od Aleksinca 3 kilometra.

## Stanovništvo
Broj stanovnika je 2.680 (prema popisu iz 2002. godine).

## Vanjske poveznice
- Žitkovac on line  Arhivirana inačica izvorne stranice od 26. listopada 2007. (Wayback Machine)